# اوگو دو باگراتی
اوگو دو باگراتی (فرانسوی: Hugues de Bagratide‎؛ زاده ۲۷ دسامبر ۱۸۹۰ – درگذشته ۱۹ دسامبر ۱۹۶۰) بازیگر ارمنی‌تبار اهل فرانسه بود. در کنستانتینوپل به دنیا آمد. وی زندگی هنری خویش را در فرانسه گذراند. از فیلم‌ها یا برنامه‌های تلویزیونی که وی در آن نقش داشته‌است می‌توان به گلگتا (۱۹۳۵) و گوژپشت نتردام (۱۹۵۶) اشاره کرد.